# Самољубље
Самољубље је некритичко обожавање себе самог. Самољубље се разликује од егоизма, којем је циљ корист, а не задовољење сујете. Према Е. Фрому, љубав према себи није исто што и самољубље, јер човек који воли себе у стању је да воли и друге људе. Напротив, личност код које је развијено самољубље не познаје себе, своје аутентично Ја, није у стању да воли ни друге ни себе, већ је заљубљена у своју идеализовану слику, а други људи су му потребни само да би га обожавали и хранили његово самољубље. У психоанализи, овом појму делимично одговара појам нарцизма.